# Пирс (Ајдахо)
Пирс (енгл. Pierce) град је у америчкој савезној држави Ајдахо.

## Демографија
По попису из 2010. године број становника је 508, што је 109 (-17,7%) становника мање него 2000. године.
| Група             | 2000.       | 2010.       |
| Белци             | 585 (94,8%) | 472 (92,9%) |
| Афроамериканци    | 0 (0,0%)    | 0 (0,0%)    |
| Азијати           | 0 (0,0%)    | 1 (0,2%)    |
| Хиспаноамериканци | 8 (1,3%)    | 16 (3,1%)   |
| Укупно            | 617         | 508         |